# Качкан (посёлок)
Качкан — посёлок в Октябрьском районе Ростовской области.
Входит с состав Артемовского сельского поселения.
Население — 826 человек.

## География

### Улицы
- ул. Латугина,
- ул. Молодёжная,
- ул. Покрышкина,
- ул. Райниса,
- ул. Щедрина.

## История
В декабре 1943 года в посёлке Сельском за городом Шахты приказом директора совхоза «Артемовец» было образовано совхозное училище механизации, главной задачей которого была подготовка кадров для сельского хозяйства.
В нём стали готовить специалистов различного профиля: трактористов колесных и гусеничных тракторов, машинистов самоходных косилок КС−10 и газомоторных установок для совхозных электростанций, заведующих нефтебазами, управляющих и механиков отделений и даже мастеров кирпично-черепичного производства на базе Шахтинского кирпичного завода.

## Население
| 2010 |
| ---- |
| 729  |